# 阿克夏·卡納
阿克夏·卡納（Akshay Khanna，1975年3月28日—），印度男演員。他曾演過很多成功的印度電影，並兩度得到印度電影觀眾獎。

## 個人生活
阿克夏的父親是演員維諾德·卡納（Vinod Khanna），兄弟是演員拉胡·卡納（Rahul Khanna）。阿克夏現今未婚，曾與演員塔拉·夏馬（Tara Sharma）約會。

## 電影事業
1997年，22歲的阿克夏作為新人出在由其父親導演的影片《喜馬拉雅山莊》（Himalaya Putra）中，影片卻不是很成功。次年再出於J. P. Dutta導演的影片《茫茫國界》（Border），影片獲得好評，他開始出名，後來兩次獲得印度電影觀眾獎，並逐漸為印度觀眾所接受。 
二○○七年主演《我的父親甘地》，雖然影片有很多爭議，但是傳媒一致認為這是阿克夏所演的最好一部影片。 

## 獲獎
- 1998年贏得《印度電影觀眾獎－最佳新人》，電影為《 茫茫國界（Border）》[8]
- 2002年贏得《印度電影觀眾獎－最佳男配角》，電影為《Dil Chahta Hai》[9]
- 2007年贏得《澳大利亞印度電影節最佳表演獎》，電影為《我的父親甘地》[10]

## 參照
1. ↑  .   [2007-11-13]. （原始内容存档于2007-11-03）.
2. ↑  .   [2007-11-13]. （原始内容存档于2007-11-18）.
3. ↑  .   [2007-11-13]. （原始内容存档于2007-10-11）.
4. ↑  .   [2007-11-13]. （原始内容存档于2017-11-23）.
5. ↑  .   [2007-11-13]. （原始内容存档于2007-11-20）.
6. ↑  .   [2007-11-13]. （原始内容存档于2007-11-20）.
7. ↑  .   [2007-11-13]. （原始内容存档于2007-11-25）.

## 外部連結
- 阿克夏·卡納（Akshaye Khanna）在互联网电影资料库（IMDb）上的資料（英文）